# Dunbaria nivea
Dunbaria nivea är en ärtväxtart som beskrevs av Friedrich Anton Wilhelm Miquel. Dunbaria nivea ingår i släktet Dunbaria och familjen ärtväxter. Inga underarter finns listade i Catalogue of Life.